# Condado de Lincoln (Montana)
El condado de Lincoln (en inglés: Lincoln County), fundado en 1909, es uno de los 56 condados del estado estadounidense de Montana. En el año 2000 tenía una población de 18.837 habitantes con una densidad poblacional de 2 personas por km². La sede del condado es Libby.

## Geografía
Según la Oficina del Censo, el condado tiene un área total de 9518 km² (3674,9 mi²), de la cual 9358 km² (3613,1 mi²) es tierra y 161 km² (62,2 mi²) (1.70%) es agua.

### Condados adyacentes
- Condado de Flathead - este
- Condado de Sanders - sur
- Condado de Bonner - oeste
- Condado de Boundary - oeste
- Distrito Regional de East Kootenay (Columbia Británica) - norte

## Demografía
En el 2000 la renta per cápita promedia del condado era de $26,754, y el ingreso promedio para una familia era de $31,784. En 2000 los hombres tenían un ingreso per cápita de $30,299 versus $20,600 para las mujeres. El ingreso per cápita para el condado era de $13,923. Alrededor del 19.20% de la población estaba bajo el umbral de pobreza nacional.

## Comunidades

### Ciudades
- Libby
- Troy

### Pueblos
- Eureka
- Rexford

### Lugar designado por el censo
- Fortine

### Comunidad no incorporada
- Trego